# Prasinocyma scintillans
Prasinocyma scintillans là một loài bướm đêm trong họ Geometridae.